# تپه بیردا
تپه بیردا مربوط به دوران پیش از تاریخ ایران باستان تا دوران‌های تاریخی پس از اسلام است و در شهرستان جوانرود، بخش روانسر، روستای بیردا واقع شده و این اثر در تاریخ ۲۳ شهریور ۱۳۸۲ با شمارهٔ ثبت ۱۰۱۶۲ به‌عنوان یکی از آثار ملی ایران به ثبت رسیده است.